# Capia štrbina
Capia štrbina (polsky Capia Przełączka, německy Gemsenseeturmscharte) je málo výrazná štěrbina v hřebeni Bášt, mezi jižním vrcholem Veľké capé veže a Malou capí veží ve Vysokých Tatrách.

## Název
Odvíjí se od názvu Capie pleso, které tak pojmenovali pytláci podle hojného výskytu kamzíků - kozlů. Sedlo dostalo samostatný název pouze v horolezecké literatuře 30. let 20. století.

## Historie
První na sedle:
- Poláci Zygmunt Klemensiewicz a Jerzy Maślanka 23. srpna 1905 - v létě.
- Alfred Grosz a Lajos Rokfalusy před rokem 1915 - v zimě.[3][2]

## Turistika
Do sedla nevede turistická značka.